# 诺姆西
诺姆西（法語：Nomexy，法語發音：[nɔmsi] ⓘ）是法国大东部大区孚日省的一个市镇，位于该省北部，摩泽尔河左岸，隔河与摩泽尔河畔沙泰勒相望，属于埃皮纳勒区和埃皮纳勒城市圈公共社区。

## 地名
该地名“Nomexy”发音为[nɔmsi]而非[nɔmɛksi]，《世界地名翻译大辞典》与《世界地名译名词典》将其误译作“诺梅克西”。

## 地理
诺姆西（48°18'23"N, 6°23'6"E）面积7.95 平方千米，位于法国大東部大區孚日省，该省份为法国东北部内陆省份，北起默兹省和默尔特-摩泽尔省，西接上马恩省，南至上索恩省和贝尔福地区省，东临上莱茵省和下莱茵省。
与诺姆西接壤的市镇（或旧市镇、城区）包括：摩泽尔河畔沙泰勒、弗里宗、伊涅、波尔蒂约、瓦克松库尔、万塞。
诺姆西的时区为UTC+01:00、UTC+02:00（夏令时）。

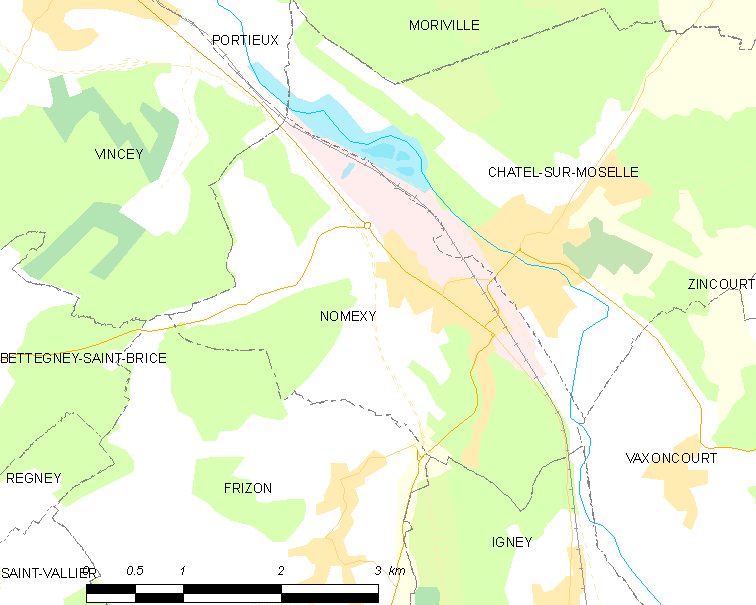
诺姆西的OSM定位图

## 行政
诺姆西的邮政编码为88440，INSEE市镇编码为88327。

## 政治
诺姆西所属的省级选区为沙尔姆县。

## 交通
法国国道N57线（快速公路）经过境内并设有出入口；沙泰勒-诺姆西站停靠往返于南锡和埃皮纳勒之间的区域列车。

## 人口

1962-2008年间诺姆西人口变化图示

诺姆西于2022年1月1日时的人口数量为1927人。